# 古戸一郎
古戸 一郎（ふると いちろう、1910年（明治43年）2月4日 - 1979年（昭和54年）11月9日）は日本の実業家。報知新聞社社長。

## 経歴
1910年（明治43年）2月4日に石川県に生まれる。法政大学を中退し、1938年（昭和13年）に読売新聞に入社する。販売第二部長、販売局長などを経て、1963年（昭和38年）に取締役、1969年（昭和44年）に常務取締役役員室付に就任する。1974年（昭和49年）に報知新聞社長に就任し、1977年（昭和52年）に辞任する。また、読売新聞大阪本社・読売興業各役員、報知印刷社長なども務めた。1979年（昭和54年）11月9日に死去、69歳。

## 参考
- 『読売新聞百年史』（読売新聞社、1976）
- 『報知新聞百二十年史』（報知新聞社、1993）